# Višećelijski organizam
Višećelijski organizmi su svi oni životni oblici (telesne organizacije) koji su građeni od više ćelija, za razliku od organizama čija je građa samo jedna ćelija.
U grupu višećelijskih organizama ubrajaju se životinje (Animalia), biljke (Plantae) i gljive (Fungi). I neki prokarioti (npr. plave alge iz roda Spirulina) takođe su višećelijski organizmi.

## Pregled
Podela na jednoćelijske i višećelijske organizme ima samo opisno značenje (osim kod životinja). Pojam ne govori ništa o srodničkim odnosima između organizama, njihovom načinu života ili unutrašnjoj građi i razmeni materije. U životinjskom carstvu su mnogoćelijske životinje (Metazoa) obuhvaćene u jednom taksonu i vjerovatno su monofilijska grupa.
Kod algi i gljiva mogu se naći brojni srodni oblici između jednoćelijskih i/ili višećelijskih organizama.
Ova podela nije primenljiva u grupi Eumycetozoa gde su organizmi građeni od velikih ameboidnih ćelija koje imaju veći broj ćelijskih jedara, te se dele, ponovo spajaju i čak reorganizuju tako da mogu izgraditi rasplodne organe (Karposoma) slično kao neke višećelijske gljive.
Većina višećelijskih organizama stvara podelu tela ćelijskom diferencijacijom (naročito spolnih ćelija), koje služi razmnožavanju (somatske stanice). Objedinjavanje ćelija, pri čemu se ćelije spajaju ali uglavnom i dalje imaju odvojenu razmenu materije i ne izgrađuju posebne oblike razmnožavanja, naziva se kolonijama.
U uobičajenom slučaju, višećelijski fenomen se povezuje s besmrtnošću (ako se izuzmu spoljašnji uticaji). Jednoćelijski organizmi se jednostavno dele. Nasuprot ovome, kod višećelijskih organizama besmrtne su samo spolne ćelije, dok ostale imaju samo ograničen životni vek.